# Бах (митологија)
Бах или Бахус (лат. Bacchus) је бог вина у римској митологији. У грчкој митологији одговара му Дионис - Бахус представља његовог римског пандана. Будући да је Дионисов пандан и он је као и Дионис син Зевса и Кадмове кћери Семеле.

## Митологија
Бах је био римски бог вина и пољопривредних култура. Биљке које су га симболисале су винова лоза и бршљан. Његови пратиоци (у грчкој митологији) су сатири и менаде. Менаде су познате и под именом Баханткиње; оне су биле његове помамне, махните пратиље. Дуго година је лутао светом идући до најудаљенијих предела света учећи људе гајењу винове лозе.
Име Бах или Бахус потиче од речи bacca што значи бобица, попут бобице грожђа. Често је поистовећиван са старим италским божанством Либером.
Бахус је син Јупитера (Зевс) и Семеле, која је била преварена од стране Јуноне (Хера) која ју је подговорила да затражи да види Јупитера у пуном сјају. Пошто је, наивна, то и учинила, изгорела је од плама и светлине Јупитеровог божанског обличја, јер је била само смртница. Да би спасао бебу од умирања у телу мајке, он је дете зашио у бутину и носио га девет месеци. Као дете, Бахус је био подучаван од стране Силена, учитеља бога вина.

## Баханалије
Бахусов (Дионис) празник се славио 16. и 17. марта (или 15. и 16. марта), и прослављан је фестивалом Баханалије, који се огледао у опијању и оргијама које су вођене, а које су због свог сексуалног карактера забрањене од стране сената 186. п. н. е. Овај празник су још називали и дионизије према грчком богу вина - Дионису.